# Нистрень
Нистрень, Нистрены (рум. Nistreni) — село в Резинском районе Молдавии. Наряду с сёлами Лалово и Цыпово входит в состав коммуны Лалова.

## История
В прошлом село носило название Стодолна.

## География
Село расположено на правом берегу реки Днестр на высоте 139 метров над уровнем моря.

## Население
По данным переписи населения 2004 года, в селе Нистрень проживает 8 человек (4 мужчины, 4 женщины).
Этнический состав села:
| Национальность | Число жителей | Процентный состав |
| -------------- | ------------- | ----------------- |
| молдаване      | 8             | 100,0             |
| Всего          | 8             | 100 %             |